# Plutarco Elías Calles
Plutarco Elías Calles, původním jménem Francisco Plutarco Elías Campuzano (25. září 1877 Guaymas – 19. října 1945 Ciudad de México), byl mexický politik a voják, prezident Mexika v letech 1924 až 1928.

## Životopis
Byl nemanželským dítětem a po smrti matky ho vychoval strýc, od něhož převzal příjmení Calles i radikálně antiklerikální názory. Pracoval jako barman, obchodník, novinář a učitel, v mexické revoluci bojoval na straně Franciska Madera a po jeho zavraždění podpořil Venustiana Carranzu, v roce 1915 se stal generálem a guvernérem státu Sonora. Od roku 1920 zastával úřad ministra války a později ministra vnitra, v roce 1924 ho odstupující prezident Álvaro Obregón jmenoval svým nástupcem.
Callesovo působení v prezidentském úřadu bývá hodnoceno jako populistické: provedl rozsáhlou pozemkovou reformu, posílil vliv odborů, usiloval o dostupnější vzdělání, opíral se o nemajetné a stigmatizované vrstvy. Bránil udělování koncesí na těžbu ropy zahraničním firmám, reformoval mexickou armádu. V roce 1926 zavedl zákon ley de tolerancia de cultos, založený na 130. článku revoluční ústavy, deklarujícím odluku církve od státu: podřídil klérus úřednímu dozoru, likvidoval církevní školy a řeholní řády, vypověděl ze země zahraniční kněze. Zavádění zákona vedlo ke konfliktům mezi státní mocí a katolickým obyvatelstvem, známým jako povstání kristerů.
Po vypršení funkčního období v roce 1928 hodlal Calles předat prezidentský úřad znovu Obregónovi, který však podlehl atentátu. Calles se poté jmenoval nejvyšším vůdcem revoluce (Jefe Máximo, odtud označení tohoto období jako maximát) a vyhradil si klíčovou roli v politickém systému. V roce 1929 založil Institucionální revoluční stranu, která dominovala mexické politice až do roku 2000. Prezidenti byli závislí na Callesových rozhodnutích, až Lázaro Cárdenas del Río se proti němu postavil, odvolal jeho spojence z vládních funkcí a v roce 1936 donutil Callese odejít do exilu v USA. Teprve Cárdenasův nástupce Manuel Ávila Camacho dovolil Callesovi návrat do vlasti, kde dožil v ústraní.
Po smrti byly Callesovy ostatky uloženy v Památníku revoluce v hlavním městě. Je po něm pojmenována obec General Plutarco Elías Calles ve státě Sonora.